# Criquebeuf-sur-Seine
Criquebeuf-sur-Seine es una localidad y comuna francesa situada en la región de Alta Normandía, departamento de Eure, en el distrito de Les Andelys y cantón de Pont-de-l'Arche.

## Demografía
| 950 | 950 | 960 | 1045 | 1212 | 1234 | 1244 | 1263 | 1221 | 1218 | 1226 | 1143 | 1133 | 1181 | 1136 | 1079 | 1041 | 1045 | 987 | 980 | 795 | 793 | 782 | 750 | 763 | 817 | 906 | 954 | 956 | 975 | 970 | 1036 |
| Para los censos de 1962 a 1999 la población legal corresponde a la población sin duplicidades (Fuente: INSEE [Consultar]) |     |     |      |      |      |      |      |      |      |      |      |      |      |      |      |      |      |     |     |     |     |     |     |     |     |     |     |     |     |     |      |

Gráfica de la evolución de la población de la comuna entre 1794 y 1999